# 新察克洪基斯湖
53°28′54″N 11°17′49″E / 53.48179°N 11.29693°E
新察克洪基斯湖（德語：Kiessee Neu Zachun），是德國的湖泊，位於該國東北部，由梅克倫堡-前波美拉尼亞州負責管轄，處於路德維希斯盧斯特-帕爾希姆縣，面積0.1平方公里，海拔高度34.4米，湖岸線長度1.3公里。